# Natsushio (destroyer)
Pour les autres navires du même nom, voir Natsushio.
Le Natsushio (夏潮) était un destroyer de classe Kagerō en service de la Marine impériale japonaise pendant la Seconde Guerre mondiale.

## Historique
Après l'attaque de Pearl Harbor, le Natsushio rejoint la 15e Division de destroyer de la 2e Flotte et est déployé à Palaos, escortant le porte-avions Ryūjō et le mouilleur de mines Yaeyama (en) pour l'invasion du sud des Philippines.
Début 1942, il participe à l'invasion des Indes orientales néerlandaises, accompagnant les forces d'invasion à Manado, Kendari et Ambon en janvier. Lors de l'invasion de Makassar, le 9 février, le Natsushio est torpillé et coulé à environ 22 miles (35 km) au sud de Makassar, à la position 5° 10′ S, 119° 24′ E, par le sous-marin américain USS S-37. Dix membres d'équipage décèdent dans cette attaque, les survivants sont secourus par son sister-ship, le Kuroshio.
Il est rayé des registres le 28 février 1942. Le Natsushio est le premier destroyer japonais à être coulé par un sous-marin américain pendant la guerre.